# Keith Christie
Keith Ronald Christie (* 6. Januar 1931 in Blackpool; † 16. Dezember 1980 in London) war ein britischer Jazz-Posaunist.

## Leben und Wirken
Keith Christie war der Bruder des Jazz-Klarinettisten Ian Christie; er begann seine Karriere bereits als 14-Jähriger und studierte später an der Londoner Guildhall School of Music and Drama. Mit seinem Bruder Ian gründete er Ende der 1940er Jahre eine erste Formation; danach spielte er bei Humphrey Lyttelton, wo erste Aufnahmen entstanden. Keith Christie leistete Anfang der 1950er Jahre seinen Militärdienst ab und leitete mit seinem Bruder wieder ein Ensemble,  die Christie Brothers’ Stompers, dem auch Dickie Hawdon, Pat Hawes und Ken Colyer (1951–1953) angehörten. Nach Auflösung der Band spielte er Mitte der 1950er Jahre bei John Dankworth, Cleo Laine, George Chisholm, Harry Klein, Kenny Baker, Vic Ash, Wally Fawkes und Tommy Whittle.
Ab 1957 arbeitete Christie bei Ted Heath; diese Zusammenarbeit sollte bis Ende der 1960er Jahre andauern; außerdem bei Allan Ganley (1959–1962) in dessen Jazzmakers. 1960 ging er mit Vic Lewis auf eine USA-Tournee, arbeitete ansonsten als freischaffender Musiker in den 1960er bis 1970er Jahren mit Jimmy Deuchar (1964), Harry South (1965/66) sowie mit Tubby Hayes und Kenny Wheeler. 1970/71 spielte er bei einer Europatournee in Benny Goodmans Orchester; außerdem arbeitete er in dieser Zeit mit Paul Gonsalves, Ian Hamer, Stan Tracey, Ronnie Ross, Phil Seamen und Tony Kinsey. Mitte der 1970er Jahre erlitt er einen Sturz und musste seine Karriere unterbrechen; außerdem kämpfte er mit Alkoholismus-Problemen, was möglicherweise zu seinem frühen Tod beitrug.